# Maurice Carter
Maurice Antwan Carter (Jackson, 12 ottobre 1976) è un ex cestista statunitense, professionista nella NBA.

## Statistiche

### College
| Anno      | Squadra    | PG  | PT | MP   | TC%  | 3P%  | TL%  | RP  | AP  | PRP | SP  | PP   |
| --------- | ---------- | --- | -- | ---- | ---- | ---- | ---- | --- | --- | --- | --- | ---- |
| 1995-1996 | LSU Tigers | 26  | 6  | 15,9 | 39,2 | 35,1 | 56,8 | 2,3 | 0,8 | 0,7 | 0,2 | 6,6  |
| 1996-1997 | LSU Tigers | 28  | 23 | 24,6 | 39,3 | 23,4 | 75,4 | 2,3 | 1,6 | 0,8 | 0,3 | 9,8  |
| 1997-1998 | LSU Tigers | 27  | 25 | 32,0 | 41,9 | 33,6 | 73,9 | 3,7 | 1,6 | 0,8 | 0,2 | 14,4 |
| 1998-1999 | LSU Tigers | 27  | 27 | 35,2 | 43,8 | 41,5 | 64,2 | 5,7 | 1,2 | 1,1 | 0,3 | 17,3 |
| Carriera  | Carriera   | 108 | 81 | 27,0 | 41,5 | 35,4 | 68,8 | 3,5 | 1,3 | 0,8 | 0,3 | 12,0 |

### NBA

#### Regular Season
| Anno      | Squadra      | PG | PT | MP   | TC%  | 3P%  | TL%  | RP  | AP  | PRP | SP  | PP  |
| --------- | ------------ | -- | -- | ---- | ---- | ---- | ---- | --- | --- | --- | --- | --- |
| 2003-2004 | L.A. Lakers  | 4  | 0  | 12,5 | 35,7 | 33,3 | 91,7 | 0,8 | 0,5 | 0,0 | 0,0 | 5,5 |
| 2003-2004 | N.O. Hornets | 6  | 0  | 10,0 | 28,6 | 37,5 | 62,5 | 1,3 | 0,3 | 0,0 | 0,0 | 3,3 |
| Carriera  | Carriera     | 10 | 0  | 11,0 | 31,4 | 36,4 | 80,0 | 1,1 | 0,4 | 0,0 | 0,0 | 4,2 |

#### Playoffs
| Anno     | Squadra      | PG | PT | MP  | TC% | 3P% | TL% | RP  | AP  | PRP | SP  | PP  |
| -------- | ------------ | -- | -- | --- | --- | --- | --- | --- | --- | --- | --- | --- |
| 2004     | N.O. Hornets | 1  | 0  | 2,0 | 0,0 | -   | -   | 0,0 | 0,0 | 0,0 | 0,0 | 0,0 |
| Carriera | Carriera     | 1  | 0  | 2,0 | 0,0 | -   | -   | 0,0 | 0,0 | 0,0 | 0,0 | 0,0 |

## Palmarès
- Campione IBL (2001)
- IBL Playoff Most Valuable Player (2001)
- Campione ABA 2000 (2002)
- Campione USBL (2002)
- Campione CBA (2004)
- CBA Playoff MVP (2004)
- All-CBA Second Team (2004)